# Samogłów
Samogłów, mola (Mola mola) – gatunek morskiej ryby rozdymkokształtnej z rodziny samogłowowatych (Molidae).

## Występowanie
Zamieszkuje niemal wszystkie morza i oceany strefy ciepłej i umiarkowanej. Sporadycznie spotykany w Morzu Północnym i cieśninie Skagerrak, a wyjątkowo także w Bałtyku, w tym u wybrzeży polskich. Pojedyncze osobniki wędrują latem w rozgrzanych wodach oceanu i przypadkowo mogą wpływać do wewnętrznych akwenów; giną jednak, gdy temperatura wody spada.

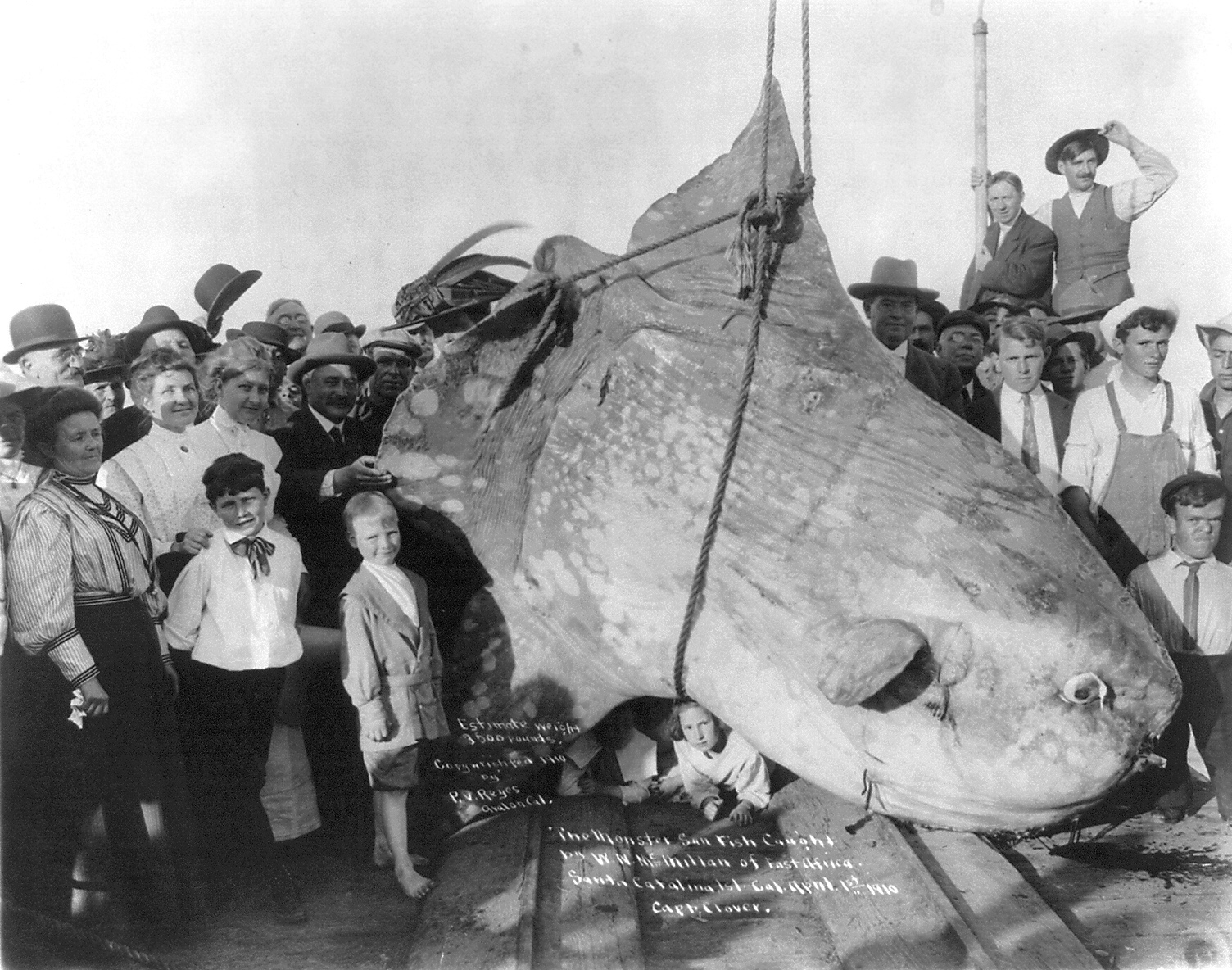
Samogłów wyłowiony w 1910 u wybrzeży Kalifornii. Osobnik na zdjęciu ważył ok. 1,6 tony.

## Charakterystyka
Ciało wysokie, silnie spłaszczone bocznie, nagie, pokryte bardzo grubą, elastyczną skórą. Brak trzona ogonowego. Wysoka płetwa grzbietowa i odbytowa. Mały otwór gębowy. U dorosłego brak pęcherza pławnego, a pod skórą jest gruba warstwa tkanki tłuszczowej. Pływa bardzo powoli, często na boku. Samogłowy odżywiają się meduzami, kalmarami i larwami węgorzy. Odżywia się również planktonem i mięczakami.
Samogłów to najcięższa ryba kostnoszkieletowa, dorasta do 3 m długości i masy ciała dochodzącej do 2 ton.

## Rozmnażanie
Samica samogłowa to jedna z najpłodniejszych ryb – jednorazowo wytwarza 300 mln jaj.
Podobnie jak u innych rozdymkokształtnych narządy wewnętrzne samogłowów mogą zawierać neurotoksyny.

## W filmie
Samogłów jest głównym motywem filmu fabularnego Nuvem (ryba księżyc) (1992 r.) portugalskiego reżysera Basila da Cunha, prezentowanego na festiwalu w Cannes.